# 江苏省监狱管理局
江苏省监狱管理局，是江苏省司法厅管理下的副厅级部门管理机构，是主管江苏全省监狱工作的机关。下辖26个监狱、1个未成犯管教所、1所司法警察高等职业学校，常年监管全省7万多名在押服刑人员。

## 职能
1. 拟订全省监狱发展规划、年度工作计划以及全省监狱布局调整、监管设施建设等重大项目规划，并组织实施。
2. 制定全省监狱管理规定、执法规范、工作规程等管理制度，并组织实施。
3. 管理全省监狱刑罚执行工作，指导、监督全省监狱人民警察公正执法、文明执法。
4. 管理、指导全省监狱狱政管理、狱内案件侦查、罪犯改造、罪犯职业技能培训以及刑释人员衔接管理工作。
5. 指导、监督全省监狱监管安全防范工作，指导处置监狱重大监管事故、重大案件等突发性事件。
6. 指导、监督全省监狱罪犯生产劳动，负责全省监狱系统安全生产监督工作。
7. 负责全省监狱财务工作，编制全省监狱年度财政预算和重大专项经费预算，并对预算执行情况进行监督管理。
8. 领导监狱企业，监督管理监狱和监狱企业国有资产并承担保值增值的责任。
9. 负责全省监狱基层单位领导班子建设，指导全省监狱系统思想政治工作和监狱人民警察队伍建设，指导全省监狱系统警务管理、警务督察工作。
10. 负责全省监狱系统审计监督工作，指导全省监狱系统党风廉政建设工作。
11. 完成省委、省政府和省司法厅交办的其他任务。

## 机构设置

### 直属机构
- 江苏省南京监狱
- 江苏省南京女子监狱
- 江苏省镇江监狱
- 江苏省苏州监狱
- 江苏省徐州监狱
- 江苏省洪泽湖监狱
- 江苏省盐城监狱
- 江苏省连云港监狱
- 江苏省丁山监狱
- 江苏省宜兴监狱
- 江苏省溧阳监狱
- 江苏省常州监狱
- 江苏省金陵监狱
- 江苏省龙潭监狱
- 江苏省浦口监狱
- 江苏省无锡监狱
- 江苏省高淳监狱
- 江苏省句容监狱
- 江苏省南通监狱
- 江苏省南通女子监狱
- 江苏省通州监狱
- 江苏省彭城监狱
- 江苏省江宁监狱
- 江苏省未成年犯管教所
- 江苏省边城监狱
- 江苏省新康监狱
- 江苏省司法警官高等职业学院